# 중화인민공화국 외교부

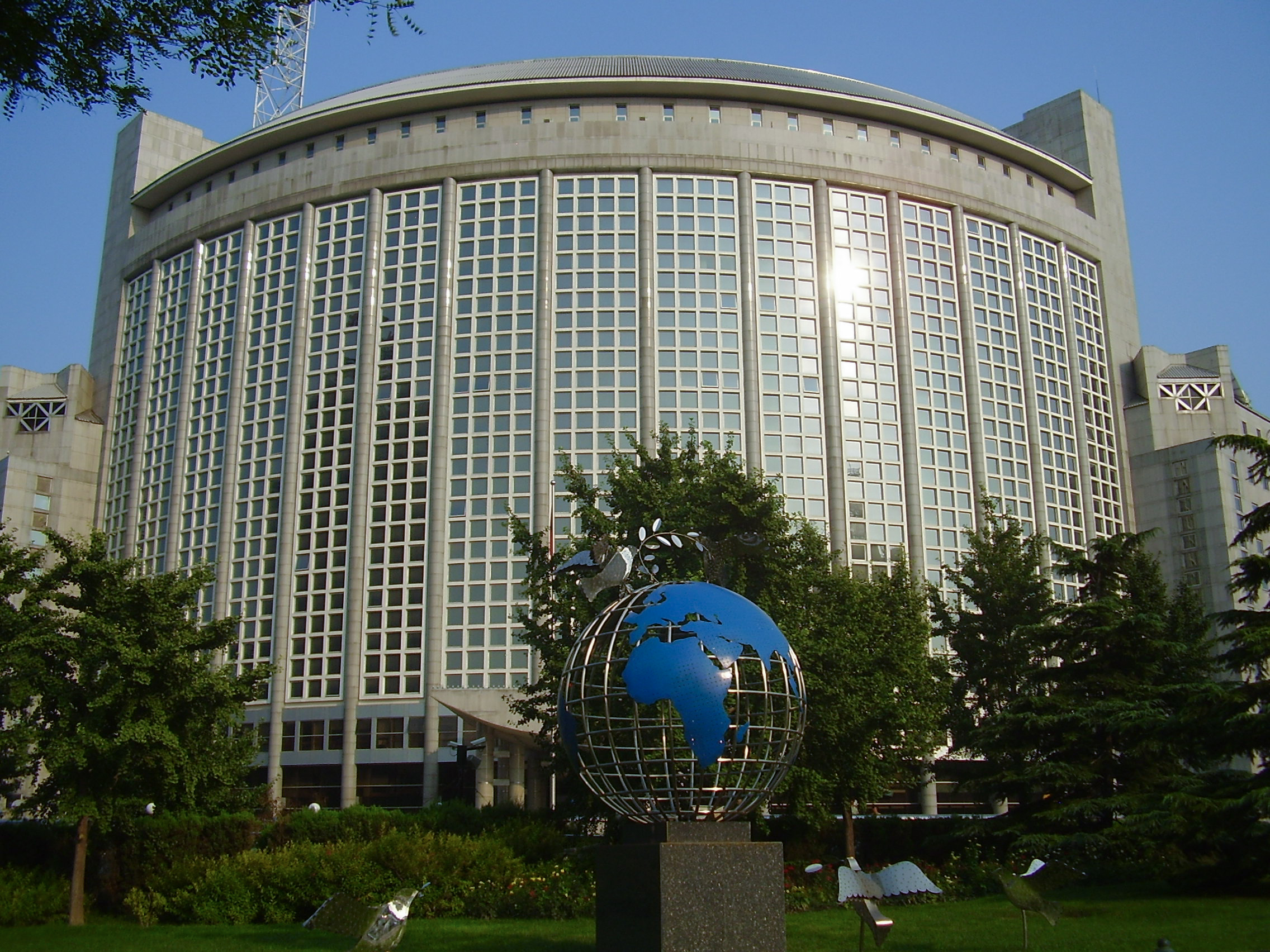
베이징시 차오양구에 위치한 중화인민공화국 외교부 청사

중화인민공화국 외교부(중국어 간체자: 中华人民共和国外交部, 정체자: 中華人民共和國外交部, 병음: Zhōnghuá Rénmín Gònghéguó Wàijiāobù)는 중화인민공화국의 외교 업무를 담당하는 부처로서 중화인민공화국 국무원에 소속되어 있다. 본청사는 베이징시 차오양구에 있다. 중국은 각국에 외교관을 주재시키는 것 외에 한국을 포함한 세계 각지에도 외사 사무소를 설치하고 있다.

## 역할
중국 외교 정책 수행과 운영을 전반적으로 책임지고 있다.

## 조직
외교부는 외교부 자체의 행정뿐만 아니라 특정 지역, 정책 분야를 담당하는 부서들을 포함하여 29개의 개별 사(厅)로 구성되어 있다. 각 사무실은 최소 2명의 부국장을 가진 국장이 이끈다. 그리하여 29개 사무실은 다음과 같:
- 판공청 (办公厅): 부처 내 소통을 활성화하고 정보 기술 시스템을 관리하며 위기에 대응하여 외국 당사자와 협력한다.
- 정책규획사(政策规划司): 국제 문제와 관련된 연구, 분석 및 정책 수립을 담당한다. 연설 및 기타 주요 외교 정책 문서를 작성한다. 중국 외교 역사와 관련된 업무를 수행한다.
- 아시아사 (亚洲司)
- 서아프리카 및 북아프리카사 (西亚北非司)
- 아프리카사 (非洲司)
- 유럽 및 중앙아시아사 (欧亚司)
- 유럽사 (欧洲司)
- 북아메리카 및 오세아니아사 (北美大洋洲司)
- 라틴아메리카 및 카리브사 (拉丁美洲司)
- 국제기구사 (国际司)
- 국제경제사 (国际经济司)
- 군비통제사 (军控司)
- 조약법률사 (条约法律司)
- 국경해양사무 (边界与海洋事务司)
- 신문사 (新闻司): 중국 외교정책의 공보 및 홍보 담당. 화춘잉, 자오리젠 전 대변인이 이곳에 소속되었다.[3][4]
- 예빈사 (礼宾司): 의전 업무를 담당한다.
- 영사 (领事司)
- 홍콩 마카오 대만사무사 (港澳台司)
- 번역사 (翻译司): 통역과 번역에 대한 업무를 담당하며, 국제 행사, 문서 작성 등에 대한 영어, 불어, 스페인어, 포르투갈어를 지원한다. 각 지역국은 담당하는 지역에 대한 일반적인 통역 및 번역을 담당하고 있다.
- 외사관리사 (外事管理司): 지방 정부, 국영 기업, 기타 국무원 기관 등 하위 국가 기관에 대한 외교 업무 관련 규정을 입안하고 감독한다.
- 섭외안전사무사 (涉外安全事务司)
- 간부사 (干部司)
- 이퇴휴사무국 (离退休干部局)
- 행정 (行政司): 해외 공관에서 기획, 건설, 부동산, 귀중한 자산(고물 및 유물), 주택, 인프라 및 전반적인 관리를 총괄한다.
- 재무사 (财务司)
- 재외공관국 (国外工作局) 혹은 기관 위원회(机关委员会)
- 외교부 순시 업무 영도소조 사무실 (外交部巡视工作领导小组办公室):  중국공산당 당규에 따른 해외 징계 조사 및 정책 실행
- 기록관 (档案馆)
- 가사국 (服务局): 재외공관에 대한 물류 제공

외교부는 홍콩과 마카오의 특별행정구(SAR)에 사무국을 두고 있으며, 이들은 SAR의 외교 업무를 담당하고 있다.외교부는 또한 "사람 대 사람" 외교 활동을 위해 중국인민외교원(CPIFA)을 운영하고 있으며 교육부와 함께 중국외교대학을 공동으로 관리하고 있다
외교부는 또한 국제원조와 인도주의 지원에 대한 운영을 하고 있다.(p. 73)

## 역대 중화인민공화국 외교부장
1. 저우언라이 (1949-1958)
2. 천이 (1958-1972)
3. 지펑페이 (1972-1974)
4. 차오관화 (1974-1976)
5. 황화 (1976-1982)
6. 우쉐첸 (1982-1988)
7. 첸치천 (1988-1998)
8. 탕자쉬안 (1998-2003)
9. 리자오싱 (2003-2007)
10. 양제츠 (2007-2013)
11. 왕이 (2013-2022)
12. 친강 (2022-2023)
13. 왕이 (2023-현재)

## 대한민국 주재 공관
서울특별시에 대사관, 부산광역시, 광주광역시, 제주특별자치도에 총영사관을 두고 있다.

## 같이 보기
- 전랑 외교
- 중화민국 외교부